# Piscine Le Naiadi
Le Piscine "Le Naiadi" sono un impianto sportivo di Pescara dedicato alle discipline acquatiche.

## Storia e descrizione
La struttura, inaugurata nel 1968, ha ospitato nel 2009 i campionati italiani di nuoto e le gare delle discipline di nuoto, tuffi, pallanuoto e handisport dei XVI Giochi del Mediterraneo. Dal 17 al 19 giugno 2010 ha ospitato il Trofeo Settecolli. A partire dal 2011 è sede di eventi di carattere internazionale di pallanuoto di cui la Humangest Waterpolo Cup o la GEA Cup. Con la collaborazione della Federazione Italiana Nuoto l'impianto è anche un punto di riferimento a livello nazionale ed internazionale per gli allenamenti e collegiali non solo della nazionale italiana.
La struttura inoltre è stata la sede della società sportiva Simply Sport Pescara, società specializzata in nuoto, nuoto sincronizzato e pallanuoto a livello agonistico nazionale, non più esistente. Era inoltre la sede della più volte campione d'Italia Associazione Sportiva Waterpolis Pescara Pallanuoto e in seguito ha ospitato la Pescara Nuoto e Pallanuoto, che permette alle piscine la continuazione delle attività sportive agonistiche di carattere nazionale.
La struttura funziona anche per l'organizzazione di corsi per bambini, ragazzi e adulti, campi estivi, ed eventi negli spazi predisposti.

## Caratteristiche
La struttura dispone di:
- 1 piscina pallanuoto 33x21 m
- 2 piscine nuoto 25x10 m
- 1 piscina olimpica 50x20 m
- 1 sala Wellness
- 1 sala Fitness
- 1 palestra d'arrampicata
- 1 palestra judo
- 1 palestra isocardio
- 1 centro di fisioterapia
- 1 centro benessere
- 1 parco
- 1 teatro all'aperto per spettacoli vari
- 2 campi calcio a 5

## Attività culturali
Nel parco delle piscine sono state tenute numerose edizioni dei festival musicali Pescara Jazz e IndieRocket Festival e diversi concerti e DJ set di artisti di fama nazionale e internazionale, tra i quali i Soft Machine nel 1974, i Premiata Forneria Marconi nel 1975, Fabrizio De André nel 1975, Antonello Venditti nel 1978, Vasco Rossi nel 1983, Miles Davis nel 1986, B.B. King nel 1995, Patty Pravo nel 1997, Dub FX nel 2014, i Subsonica nel 2015, Levante nel 2015, Paolo Nutini nel 2015 e Nina Kraviz nel 2015.